# Shrovetide-Fußballspiel
Das Shrovetide-Fußballspiel (Royal Shrovetide Football) ist ein alljährlich am Faschingsdienstag und Aschermittwoch stattfindendes Volksfußballspiel in Ashbourne (Derbyshire Dales), Großbritannien. Es findet mindestens seit dem 12. Jahrhundert statt. Dieses Spiel gilt als der Ursprung des Derbys, der sportlichen Auseinandersetzung zweier Lokalrivalen.

## Regeln
Das Shrovetide-Fußballspiel kennt im Unterschied zum normalen Fußball nur wenige Regeln, die wesentlichen sind:
- Kein Durchqueren von Privatbesitz
- Der Ball darf nicht auf Friedhöfen, Gräbern, Gedenkstätten gespielt werden.
- Unnötige Gewalt ist verpönt.
- Der Ball darf nicht in Taschen oder Rucksäcken versteckt werden oder mit motorisierten Fahrzeugen transportiert werden.
- Ein Tor wird nur dann als gültig betrachtet, wenn der Spielball drei Mal hintereinander eines der Tore/eine der beiden Steinpyramiden berührt. Wenn das Tor vor 17:00 fällt, wird ein neuer Ball ins Spiel gebracht.
- Das Spielen endet um 22 Uhr. Danach wird der Ball zurückgebracht.

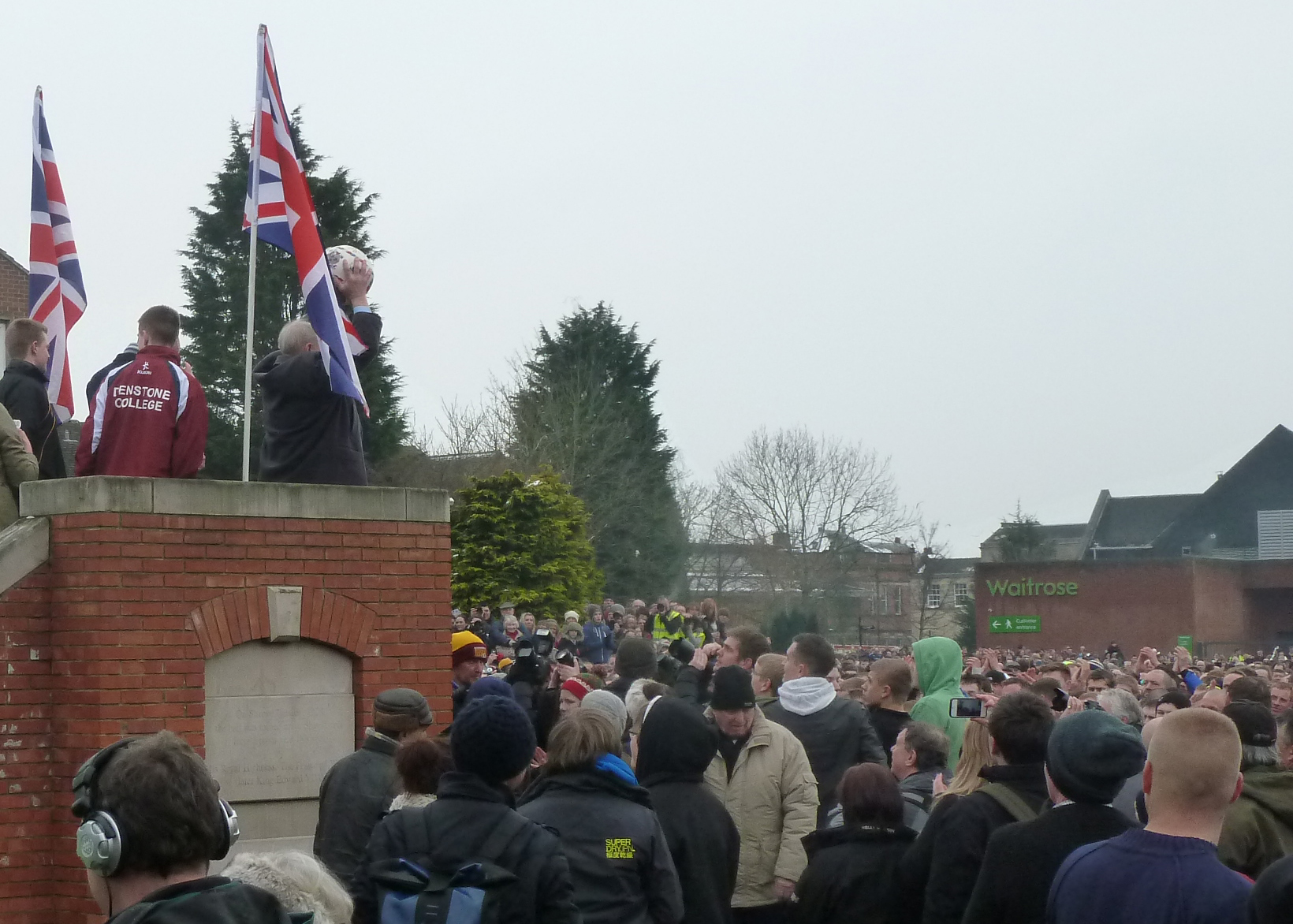
The plinth – Anstosspunkt für den alljährlichen Shrovetide

### Spielzeit, Spielfeld, Anstoß
Die Spielzeit beträgt an beiden Tagen jeweils acht Stunden von 14 bis 22 Uhr. Fällt noch vor 17 Uhr ein Tor, wird ein neuer Ball eingeworfen.
Erzielt niemand bis 17 Uhr einen Treffer, wird weitergespielt, bis jemand ein Tor erzielt oder die Spielzeit abgelaufen ist. Das Spielfeld hat keine Begrenzung, praktisch aber hat es eine Länge von 3 Meilen (ca. 5 Kilometer) und befindet sich entlang des Flusses Henmore. Anspielort, der sogenannte „Plinth“, ist ein spezieller Sockel in „Shaw Croft“ im Zentrum der Stadt. Hier wird der Ball in der Regel von einem örtlichen Würdenträger freigegeben, nachdem er zuvor auf den Schultern der Menge zum Startpunkt getragen wurde. In manchen Jahren wird der Ball aber auch von landesweit oder weltweit bekannten Prominenten eingeworfen. So hat 2003 Prinz Charles das Spiel eröffnet, 1928 sein Großonkel, der spätere König von England Edward VIII, und 1966 Sir Stanley Matthews.

Shrovetideball aus dem Jahr 1949

### Ball
Der Ball ist etwas größer als ein üblicher Fußball, mit Kork gefüllt und handbemalt. Die Bemalung orientiert sich an den Wünschen des Einwerfers, dem „turner-up“. Dazu gehört immer die englische Flagge und die königliche Krone. Wird kein Tor erzielt, fällt der Ball als Erinnerungsstück zurück an den Einwerfer, wird ein Tor erzielt, darf der Torschütze den Ball behalten. In jedem Fall muss der Ball nach dem Spiel neu bemalt werden, da er bis zur Unkenntlichkeit bespielt wurde.

### Struktur des Spiels

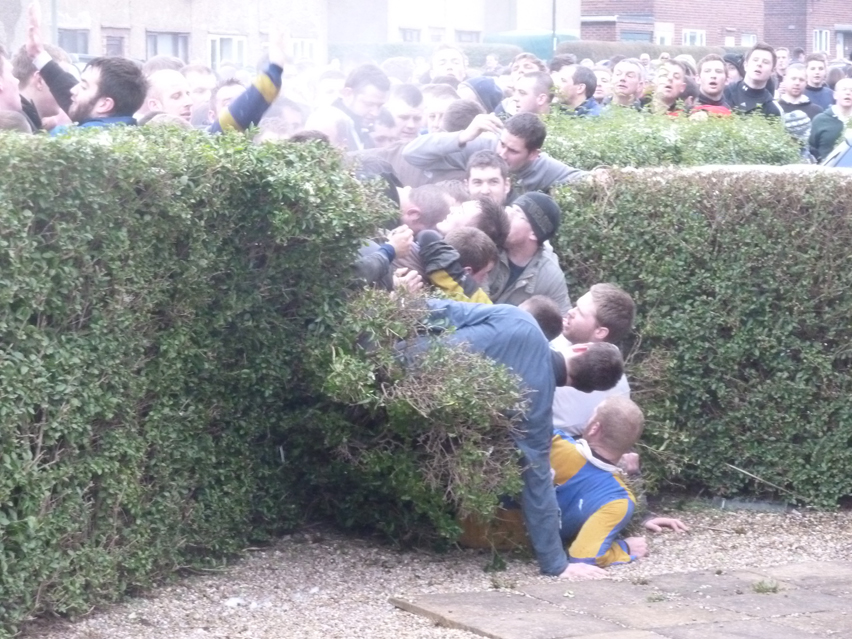
„Hug“ beim Shrovetide 2013

Die Anzahl der Spieler ist unbegrenzt. Die nördlich des Flusses Geborenen, die „Up’ards“ (ungefähr: Oberstädter) und die südlich davon Geborenen, die „Down’ards“ (ungefähr: Unterstädter) versuchen das eigene Tor mit dem Ball zu erreichen. Mit dem Einwurf entwickelt sich sofort der „Hug“. Da an einen Ballbesitz im eigentlichen Sinne nicht zu denken ist, versuchen beide Mannschaften – dem Rugby ähnlich – den Gegner mit Ball vor sich herzuschieben. Im Kern des Geschehens halten sich vielleicht 20 Spieler pro Mannschaft auf. Sie werden umgeben von Spielern, die darauf spekulieren, Raumgewinn durch Laufspiel zu erzielen, für den Fall, dass der Ball aus dem Gewühl „springt“. Ein weiteres Stilmittel ist das „River Play“. Dabei wird der Ball mit der Erwartung, hier besser vorwärtszukommen, absichtlich in den Fluss getrieben. In einem weiteren Ring können dann die ersten „Supporter“ stehen, die den „Hug“ anfeuern. In weiterem Abstand könnten dann Kinder, Photographen, Touristen oder Ältere stehen. Der Übergang vom Spieler zum Zuschauer ist fließend. Insgesamt nehmen Tausende Menschen an dem Spiel teil, viele in der Hoffnung, einmal den Ball zu kicken.

### Tore

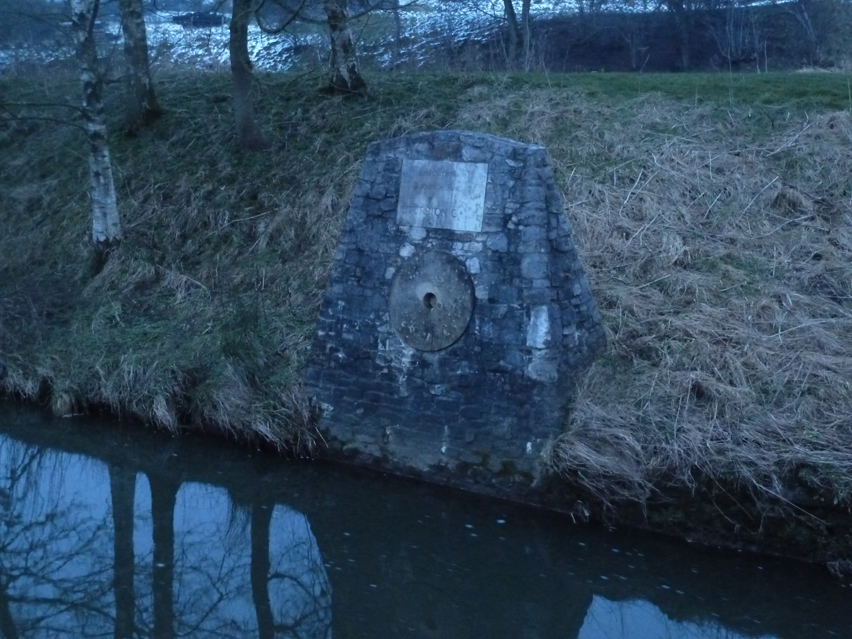
Tor der Upwards an der alten Sturston Mill

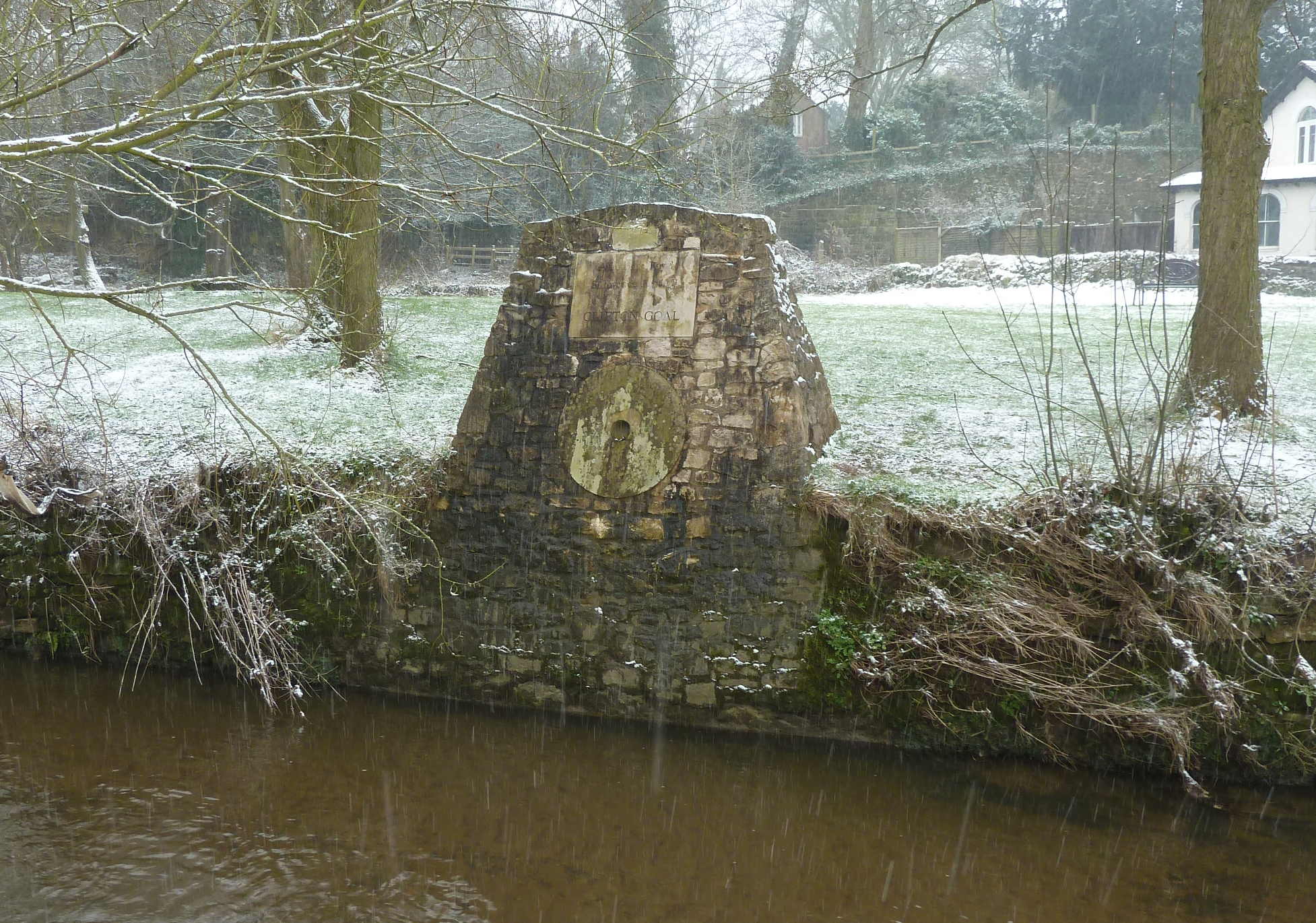
Tor der Downwards an der alten Clifton Mill

Als Tore dienen zwei Steinpyramiden. Früher waren es Mühlsteine zweier Mühlen, der „Sturston Mill“ und der „Clifton Mill“. Beide sind mittlerweile abgerissen. Die übrig gebliebenen Mühlsteine, die sich nun direkt am Flussufer befanden, dienten einige Jahre als Tore. Für die 1967 abgerissene „Clifton Mill“ bspw. wurde ein Jahr später ein heute noch sichtbarer Stein an der Stelle des alten Mühlsteins aufgestellt, später wurde ein Holzpfosten unter einer Fußgängerbrücke in der Mitte des Flusses als Tor aufgestellt.
1996 wurde sowohl hier als auch an der Sturston Mill Steinpyramiden gebaut, die so angeordnet sind, dass ein Spieler nur aus dem Fluss heraus ein Tor erzielen kann.
Mit dem dreifachen Anschlagen des Balles – in der Umgangssprache der örtlichen Bevölkerung: „Bang, Bang, Bang“ – an die Steinpyramide ist ein Tor erzielt.
Nicht unbedingt der in Tornähe Ballbesitzende führt die Handlung des dreimaligen Anschlagens aus, sondern derjenige, der sich in diesem Jahr oder auch in den Jahren davor um seinen Stadtteil verdient gemacht hat. Dabei wird er nach vorne gelassen um den Ball gegen die Steinpyramide zu drücken, während er von den anderen abgesichert wird.
Jeder Spieler, ob Ashbourner oder Auswärtiger, kann dabei ein Tor erzielen, das Spiel ist auch hier sehr offen. Wer das Tor macht, ist egal, entscheidend ist, in welches Tor der Ball gebracht wird. Daher kann es durchaus passieren, dass man als Auswärtiger aufgefordert wird, für die eine oder andere Mannschaft mitzuwirken. Ein Tor zu erzielen gilt allerdings als große Ehre, so dass dies für Auswärtige sehr schwierig ist. Auch ganze Rugbymannschaften aus bspw. Nottingham sollen sich schon versucht haben, ein Tor beim Shrovetide zu erzielen, scheiterten dann aber wohl an der Verbrüderung aller „Ashbournians“.
In früheren Jahren kam es dagegen dazu, dass sich Spieler der eigenen Mannschaft kurz vor dem Tor zu bekämpfen begannen, um ein Tor zu erzielen.

## Tradition gegen Moderne
Der Shrovetidefußball ist in Gefahr, verboten zu werden. Unter dem Leitbild des Arbeitsschutzes „Health and Safety“ möchte die britische Regierung das Verletzungsrisiko bei solchen Veranstaltungen minimieren. So ist beispielsweise das Volksfußballspiel an anderen Orten bereits verboten worden. Aufgrund dieser Tendenzen bemüht sich das Shrovetidekomitee peinlichst genau Regeln aufzustellen, die ein Verbot vermeiden helfen. Dazu gehört z. B. das gegenseitige Aufhelfen und das Respektieren von Privatbesitz. So warnte der Vorsitzende des Shrovetidekomitees vor dem Anstoß 2013:

„Look after this game and it exists, don’t look after it and it will finish and finish forever.“

Darüber wachen auch die Shrovetidemarshalls, die während des Spiels überall platziert sind.